# Абу-Даби (аэропорт)
Междунаро́дный аэропо́рт А́бу-Да́би (араб. مطار أبو ظبي الدولي‎), официально известный также как междунаро́дный аэропо́рт За́ид (араб. مطار زايد الدولي‎) (ИАТА: AUH, ИКАО: OMAA) — аэропорт в Абу-Даби, столице Объединённых Арабских Эмиратов. Является портом приписки для Etihad Airways.

## История
В 1955 году первый аэропорт с ВПП длиной 300 метров в Абу-Даби был построен на юго-западе от города. Он использовался в основном для геологоразведки.
С 1968 года основным международным аэропортом Абу-Даби был аэропорт Аль-Батин с ВПП длиной 3200 метров. Аэродром был сооружен всего за 1 год. Здание терминала по английскому проекту достроили к 1970 году. В августе 1970 аэропорт начал работать в полном объеме под именем "Международный аэропорт Абу-Даби".
Предпосылкой строительства нового аэропорта стало создание государства ОАЭ, аэропорт должен был послужить формированию имиджа страны как регионального лидера. Существующий аэропорт не удовлетворял требованиям по обслуживанию тяжелых современных реактивных самолетов. Также проблемой была транспортная доступность (аэропорт располагался на острове). Решение о строительстве нового аэропорта на материке к востоку от города было принято в 1974 году.
Новый транспортный хаб должен был удовлетворять нескольким ключевым критериям:
- возможность обслуживать любые существующие самолеты,
- годовой пассажиропоток 3 млн.чел,
- пиковая пропускная способность 1420 чел в час,
- архитектура терминала должна учитывать очень значительную долю транзитных пассажиров в общем пассажиропотоке,
- возможность расширения.

Проект был создан французским архитектором из ADP Полем Андрё.
Строительство аэропорта проходило с 1979 по 1982 год в 32 км от центра города. Был закончен в 1982 году. Получился небольшой аэропорт с одной ВПП и одним терминалом. В начале функционирования аэропорт обслуживал небольшое количество рейсов иностранных авиакомпаний и частные джеты, так как в эмирате не было своей авиакомпании.
С 1974 года флагманским перевозчиком Бахрейна, Катара, Омана и Абу-Даби становится компания Gulf Air.
Рабочее название строящегося аэропорта было - NADIA ("New Abu Dhabi International Airport"). 2 января 1982 года новый аэропорт под именем "Международный аэропорт Абу-Даби" начал функционировать, а старый был переименован в "Аль-Батин". С 1983 года старый аэропорт стал военной базой "Батин".
Терминал "1" при запуске в эксплуатацию имел площадь в 45 000м², пассажиры регистрировались на 28 стойках регистрации, в терминале было установлено 5 лент для багажа. Конкорс площадью 7 100м² мог обслуживать 11 самолетов с помощью телетрапов и еще 8 на удаленных стоянках. Парковка вмещала 1 600 автомобилей.
В последующие годы аэропорт развивался, чтобы соответствовать возрастающим потребностям эмирата. В 1990 году аэропорт обслужил 1 230 000 пассажиров, а в 1993 году - уже 3 000 000.
В 1990-х годах, в результате резкого роста международного туризма, возникла потребность в расширении аэропорта, несмотря на то, что основную нагрузку на себя брал аэропорт Дубая (базовый аэропорт авиакомпании Emirates).
В 1996 году контракт на расширение аэропорта выиграла снова компания ADP. Предполагалось построить вплотную к существующему терминалу сооружение аналогичной конструкции. Однако региональный экономический кризис и проблемы у главного перевозчика (Gulf Air) привели к тому, что здание так и не было построено.
В 2000 году пассажиропоток составил 3 680 000 чел., что оказалось больше расчетной максимальной нагрузки. Было принято решение о расширении имеющегося терминала. К 2002 году была закончена модернизация конкорса, тогда увеличили площадь залов ожидания, также была расширена парковка. Аэропорт стал готов обслуживать до 3 800 000 чел. в год.
В 2003 году была основана национальная авиакомпания Etihad и аэропорт Абу-Даби стал для неё базовым. В том же году Абу-Даби избавляется от своей доли в Gulf Air.
В 2004 году, ввиду роста пассажиропотока, создается специальная группа SCADIA, которая должна заниматься расширением аэропорта.
Терминал "1А" и Терминал "2" были построены в 2005 году. Стоимость составила 30 млн. USD.  Пропускная способность достигла 6 800 000 пассажиров в год.
В 2005 году компании "Skidmore, Owings & Merrill" и "LeighFisher" создают мастер-план по развитию аэропорта в тридцатилетней перспективе.
12 июня 2006 года компания "Kohn Pedersen Fox Associates" выигрывает международный конкурс и получает право создания проекта нового терминала "Midfield Terminal Building" (MTB, будущий терминал "А"). Тогда предполагалось ввести в эксплуатацию MTB к 2010 году. Этого не произошло.
В августе 2006 года все аэропорты ОАЭ приватизируются и переходят под управление компании "Abu Dhabi Airports Company"(ADAC).
ВПП2 была построена к октябрю 2008 году.
Терминал "3" был открыт для обслуживания пассажиров в 2009 году, также он был известен под названием "Etihad Interim Terminal". Стоимость строительства составила 270 млн. USD. Проект был разработан "Pascall+Watson".
В том же году ADAC объявила о начале работ по строительству MTB. В проекте кроме "Kohn Pedersen Fox Associates"(KPF) были задействованы "Ove Arup" и "NACO". Бюджет проекта составил 6,8 млрд. USD. Предполагалось, что запуск терминала будет происходить этапами. Контракт должен был быть подписан в 2009 году, а запуск первой очереди должен был состояться в 2015 году. Этого не произошло.
В апреле 2011 года был построен КДП высотой 109 метров.
В том же году проведена глубокая модернизация терминала "1": было увеличено количество стоек регистрации, иммиграции. Пропускная способность терминала "1" достигла 5 млн. чел. в год.
В 2011 году за 11 месяцев построен новый "Президентский" терминал. Для отделки использовалось 10 500м² редкого белого мрамора из города Прилеп стоимостью 3 300 000 EUR. Всего использовано 23 000м² мрамора, 1400м² декоративных тканей, 1200м² декоративных панелей, установлены 6 массивных дверей ручной резьбы.
В 2013 году продолжается модернизация Терминалов 1 и 3. Открывается новый зал для прилетающих пассажиров.
В 2014 году идёт строительство дополнительного VIP терминала В этом же году аэропорт получает право проводить таможенный и пограничный контроль для пассажиров вылетающих в США. Рейс, вылетающий из аэропорта Абу-Даби в США считается внутренним рейсом, с точки зрения аэропортового контроля в аэропортах США.
В ноябре 2014 года начинает работать терминал "VIP", где могут обслуживаться любые пассажиры, оплатившие данный сервис. В терминале функционируют стойки регистрации и приема багажа, паспортный контроль. Трансфер от терминала до самолета осуществляется на немецких автомобилях представительского класса.
В декабре 2014 года завершается ремонт ВПП1, также выполняется строительство автомобильного туннеля под ВПП1 между старыми терминалами и строящимся терминалом "А".
В 2015 году выполняется очередная модернизация терминала "1" - достраивается вокруг конкорса  выделенный коридор для прилетающих пассажиров, обновляется оборудование терминала. Выполняется перепланировка перрона перед конкорсом.
16 марта 2020 года закрывается терминал "2" из-за снижения пассажиропотока в результате пандемии Covid-19.
В 2022 году проводится модернизация "Президентского" терминала, достраивается новая зона прилета.
В мае 2022 году терминал "2" вновь начинает обслуживать пассажиров.
В конце 2023 года терминал "1" закрывают, терминал "3" законсервирован. С этого времени терминал "2" также не используется.
9 февраля  2024 года аэропорт сменил название с "Abu Dhabi International Airport" на "Zayed International Airport" в честь Заида, первого президента ОАЭ.

### Терминал А
Контракт на сумму 2,95 млрд. USD на строительство нового терминала "Midfield Terminal Complex" был подписан в 2012 году с консорциумом TAV(TAV Construction)-CCC-ARABTEC.
Для капитального строительства компанией TAV были использованы 146 000 кубометров бетона, 20 000 тонн закаленной стали, 127 000 квадратных метров влагоизолирующих покрытий. Земляные работы были выполнены в объеме 132 000 кубометров. Стоимость этих работ составила 62 000 000 USD.
Предполагалось запустить новый терминал в первой половине 2017 года. Этого не произошло. Уже в марте 2017 года объявлено, что задержка запуска составит минимум 2 года.
В июле 2021 года ADAC разрывает контракт с консорциумом из-за превышения стоимости строительства и банкротства ARABTEC.
К началу 2022 года аэропорт был готов на 97%.

#### Дизайн
Терминал стал крупнейшим проектом для KPF. Здание терминала с интегрированными конкорсами имеет X-образную форму, Максимальное расстояние между стенами составляет 319 метров. Центральный безопорный свод простирается на 180 метров. Здание терминала состоит из двух этажей, причем, внутри основного зала находятся 2 четырехэтажных здания с отелем и офисами. Четыре конкорса планировалось декорировать тематически, в соответствии с территориями Абу-Даби: "пустыня", "море", "город", "оазис".

#### Технологические решения
Панорамное остекление было выполнено двухкамерными стеклопакетами. Каждый слой стеклопакета является противоударным триплексом, а на внешний триплекс на стороне обращенной внутрь стеклопакета нанесено дополнительное полупрозрачное покрытие. Часть поверхностей выполнена из криволинейных стеклопакетов. Решение предоставлено компанией Guardian Glass, в основу легло стекло "SunGuard SuperNeutral 40/23 HT coated glass". Произведено на мощностях китайской компании "Luoyang North Glass Technology Co., Ltd". Каркас для остекления произведен на мощностях китайской компании "Jangho Curtain Wall Co., Ltd.".
Лифты, траволаторы, эскалаторы поставила компания OTIS.

#### Оборудование
Система звукового оповещения и информирования разработана компанией Peutz на основе технологии Beam Steering и оборудования компании Fohhn..

#### Начало эксплуатации
Первый коммерческий рейс из нового терминала 31 октября 2023 года осуществила компания Etihad. с 9 по 14 ноября того же года компания перевела все свои рейсы из терминала "3" в терминал "А"

## Характеристики

Схема аэропорта AUH 2024

Аэропорт управляется компанией Abu Dhabi Airports Company (ADAC).

### Аэродром
Комплекс пожаротушения аэродрома соответствует стандарту CAT10.

#### ВПП
В 1982 году открыта асфальтовая ВПП1 13R/31L длиной 4106 метров и шириной 60, имеет характеристики 83/F/A/W/T.
В 2008 году открыта асфальтовая ВПП2 13L/31R длиной 4106 метров и шириной 60, имеет характеристики 120/F/A/W/T. Способна принимать все виду существующих самолетов.
Обе ВПП могут быть использованы независимо и одновременно (mixed mode).

### Пассажирские терминалы
Аэропорт имеет право проводить въездной таможенный и пограничный контроль для пассажиров вылетающих в США. Рейс, вылетающий из аэропорта Абу-Даби, в США считается внутренним рейсом с точки зрения аэропортового контроля в аэропортах США.

#### Терминал 1

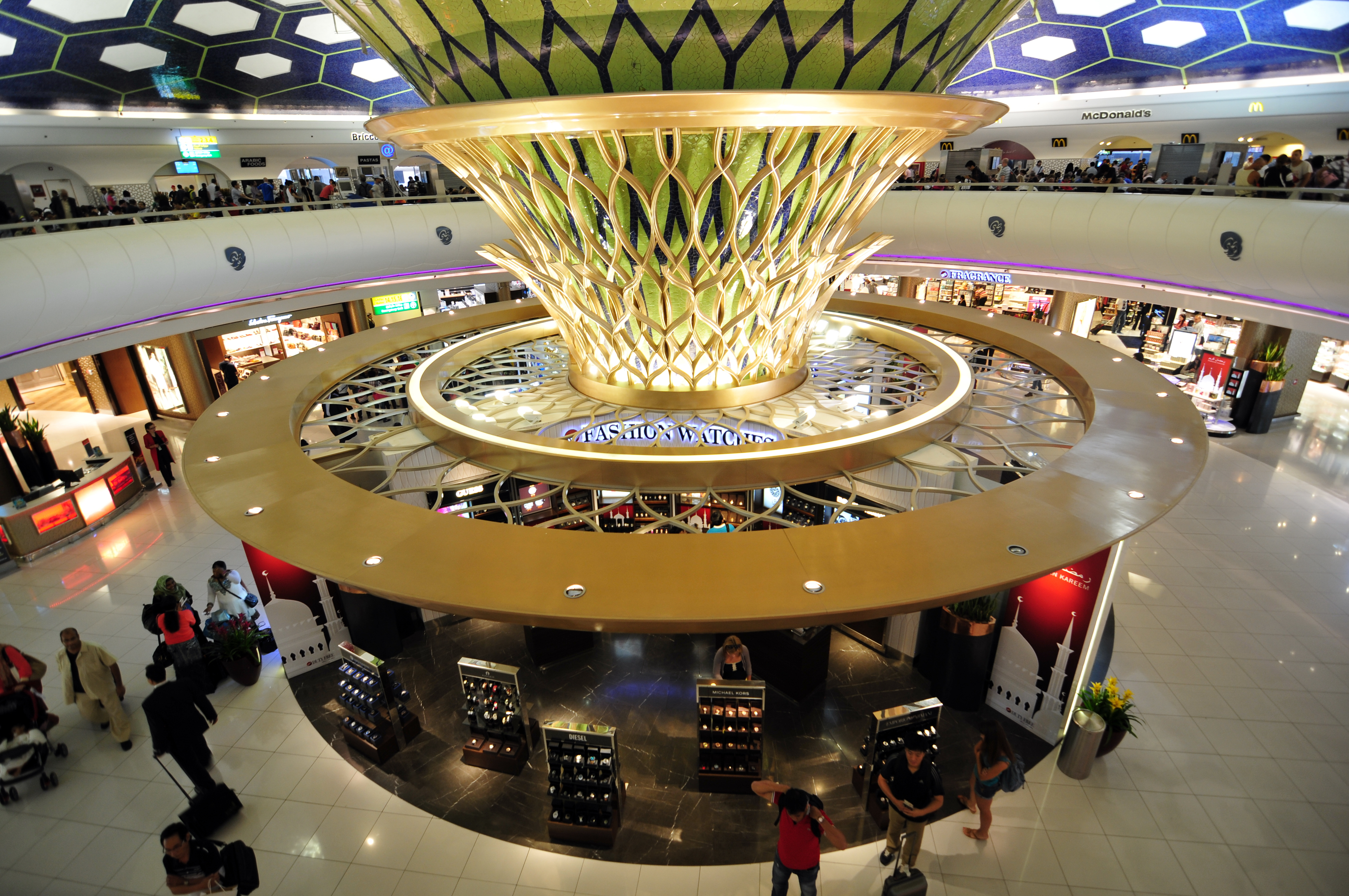
Интерьер терминала "1"

Терминал "1" при запуске в эксплуатацию имел площадь в 45 000 м², пассажиры регистрировались на 28 стойках регистрации, в терминале было установлено 5 лент для багажа. Конкорс площадью 7 100м² мог обслуживать 11 самолетов с помощью телетрапов и еще 8 на удаленных стоянках. В дальнейшем терминал был расширен, увеличилась площадь и изменилось количество обслуживаемых самолетов. Пропускная способность составляет 5 млн. чел. в год. В конце 2023 года терминал закрыт.

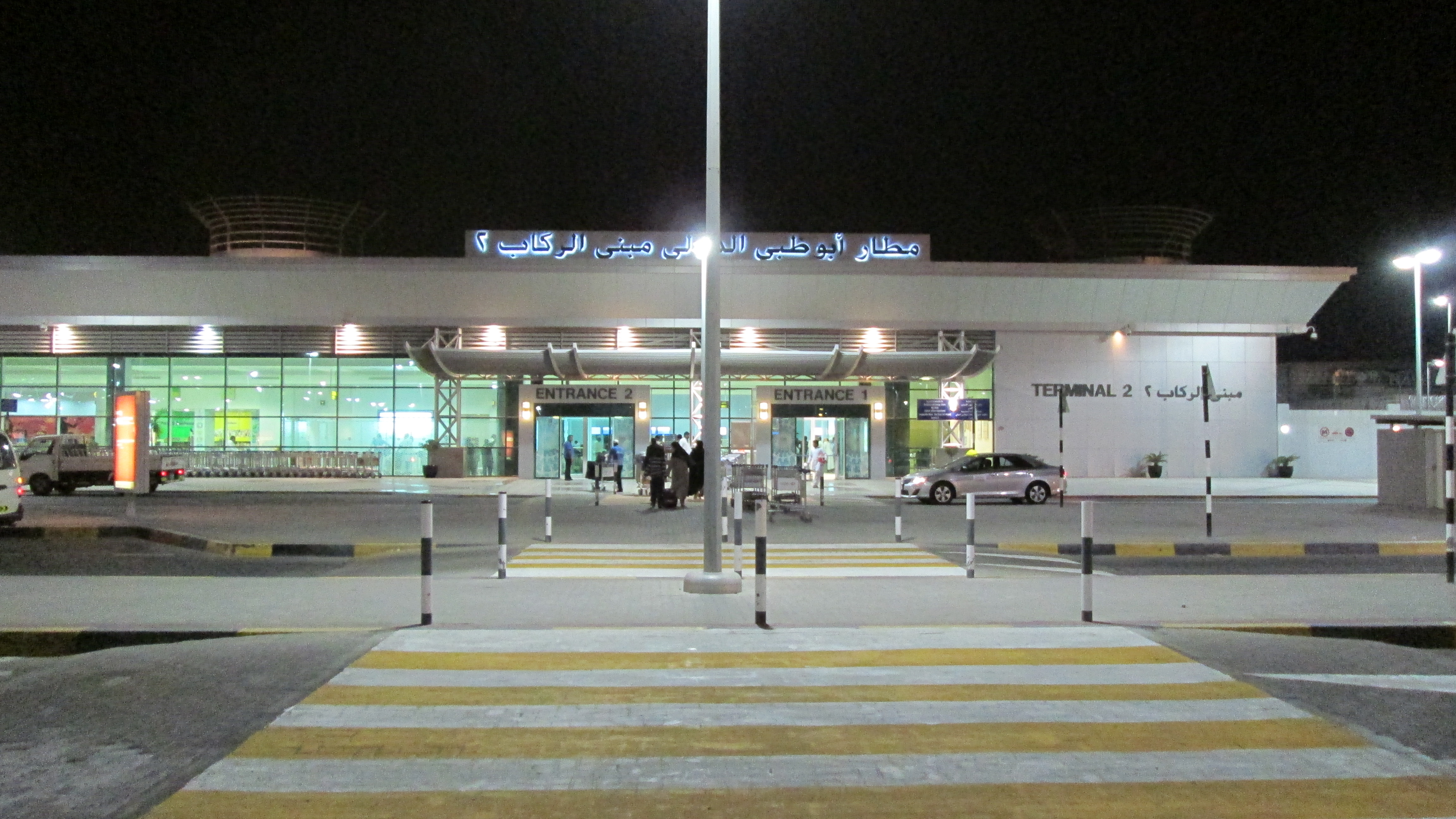
Терминал "2"

#### Терминал 2
Терминал использовался бюджетными авиакомпаниями, обслуживавшими рейсы в Индию и подобные страны для перевозки трудовых мигрантов. Оборудован 19 стойками регистрации, и тремя гейтами. В зале прилета расположены две ленты выдачи багажа. В конце 2023 года закрыт.

#### Терминал 3
Площадь терминала составляет 75 000м², в зале вылета установлены 20 премиальных стоек регистрации, пропускная способность терминала составляет 5 миллионов пассажиров в год. В конце 2023 года терминал законсервирован.

#### Терминал VIP
Терминал управляется компанией "Pearl Assist". В терминале обслуживаются любые пассажиры, оплатившие данный сервис. В терминале функционируют стойки регистрации и приема багажа, паспортный контроль. Трансфер от терминала до самолета осуществляется на немецких автомобилях представительского класса. Терминал находится в непосредственной близости к терминалу "1" и имеет собственное название "Diamond Lounge". Стоимость обслуживания одного пассажира составляет в 2024 году около 1500AED. В конце 2023 года закрыт.

#### Терминал RoyalJet
Терминал расположен неподалеку от терминала "2" и ориентирован на обслуживание частной авиации бизнес-класса, предоставляет полный цикл обслуживания транспортных средств и все виды аэропортовых услуг для пассажиров. Управляет терминалом по принципу "Fixed-base operator" компания "RoyalJet LLC".

#### Терминал Президентского авиаотряда
Расположен на закрытой территории аэропорта в президентском сегменте в западном углу аэропорта. Площадь терминала составляет 10 000м². Терминал оборудован системой обработки багажа и телескопическими трапами. Управляется государственной компанией "Presidential Flight" и используется для обслуживания "VVIP" клиентов.

#### Терминал А

Зона вылета терминала "А"

Ранее назывался  "Midfield Terminal Complex" или "Midfield Terminal Building" . Стоимость строительства составила 3 млрд. USD. Был открыт 1 ноября 2023 года. Пропускная способность терминала позволяет обслуживать до 45 миллионов пассажиров в год. Площадь терминала составляет 742 000м². В терминале запланированы 163 точки торговли, питания и развлечения совокупной площадью 35 000м². Терминал может обслуживать 11 000 пассажиров за час и принимать одновременно 79 самолетов. Терминал оборудован 161 лифтом, 122 эскалаторами, 58 траволаторами  компании OTIS. Внутри терминала расположен отель "AUHotel" со 138 номерами. В аэропорту установлены 142 стойки регистрации; 38 иммиграционных стоек и 34 пункта АСПК.
В качестве объектов притяжения внутри терминала созданы лестница "Feature Staircase", арт-объекты "Sana Al Nour" (стеклянная кротовина 22 на 30 метров, составленная из 1632 полупрозрачных стеклянных лепестков студии "Carpenter | Lowings") и "Shell" (стилизованная ракушка из полированного металла и шершавой кортеновской стали).

##### Конкорсы
Терминал А имеет 4 конкорса под именами "А", "В","С","D", оборудованные 49 гейтами с телетрапами, способными принимать до 65 самолетов одновременно. Также имеется 14 удаленных стоянок.

##### Система обработки багажа
Система, установленная в терминале, может обрабатывать более 19 000 единиц багажа в час. Конвейерная система имеет общую длину 27 километров. Флагманская авиакомпания аэропорта "Etihad" предлагает своим пассажирам доставку багажа в любую точку Абу-Даби вместо ожидания в зоне получения багажа. Сдать багаж также можно заранее в разных частях города. За дополнительную плату сдать багаж можно и "на дому". Традиционный способ обслуживания возможен, однако сдать багаж в аэропорту можно также самостоятельно на стойках самообслуживания.

##### Парковка
На крышах парковки расположены солнечные панели, снабжающие собственную электростанцию мощностью 3 мегаватта.

### Транспортное сообщение

#### Общественный транспорт
Терминал имеет регулярное муниципальное автобусное сообщение с основными автовокзалами Абу-Даби и круглосуточное автобусное сообщение с районом Al Zahiya Абу-Даби.
От аэропорта можно добраться за полтора часа круглосуточно на частном автобусе до автостанции Ibn Battuta на окраине Дубая. Также аэропорт с автовокзалом Al Jafiliya в центре Дубая связывает маршрут E102 муниципального транспорта Дубая. Время в пути - 2 часа.

## Показатели деятельности

### Пассажиропоток и грузооборот
| Год  | Пассажиров | Грузов, тонна | Рейсов  |
| ---- | ---------- | ------------- | ------- |
| 1998 | 3 131 283  | 79 847        | 45 927  |
| 1999 | 3 522 306  | 92 267        | 50 694  |
| 2000 | 3 684 307  | 318 632       | 57 111  |
| 2001 | 3 588 015  | 385 055       | 65 134  |
| 2002 | 3 986 665  | 391 079       | 35 987  |
| 2004 | 5 247 000  | —             | —       |
| 2005 | 5 465 987  | —             | —       |
| 2006 | 6 289 457  | 257 622       | 75 437  |
| 2007 | 6 926 000  | 315 317       | 82 287  |
| 2008 | 9 026 000  | 353 820       | 93 163  |
| 2009 | 9 672 000  | 378 746       | 102 118 |
| 2012 | 14 700 000 | 567 965       | 121 638 |
| 2013 | 16 790 000 |               |         |
| 2014 | 19 934 676 |               |         |
| 2015 | 23 286 632 |               |         |
| 2016 | 24 481 759 |               |         |
| 2017 | 23 421 593 |               |         |
| 2018 | 21 319 246 |               |         |
| 2019 | 21 157 458 |               |         |
| 2020 | 5 551 102  | 540 332       | 61 034  |
| 2021 | 5 256 927  |               |         |
| 2022 | 15 546 495 |               |         |
| 2023 | 22 372 936 |               |         |

| Авиакомпании                    | Пункты назначения |
| ------------------------------- | --- |
| Air Baltic                      | Рига |
| Airblue                         | Исламабад, Лахор, Пешавар |
| Air India                       | Дели, Мумбаи |
| Air India Express               | Дели, Кожикоде, Кочин, Мангалур, Тируванантапурам |
| Belavia                         | Минск |
| Biman Bangladesh Airlines       | Дакка, Читтагонг |
| British Airways                 | Лондон |
| Egypt Air                       | Каир |
| Etihad Airways                  | Александрия, Амман, Амстердам, Афины, Ахмадабад, Баку, Бангалор, Бангкок, Барселона, Бейрут, Белград, Брисбен, Брюссель, Вашингтон, Гонконг, Даммам, Дели, Джакарта, Джидда, Дублин, Дюссельдорф, Женева, Исламабад, Йоханнесбург, Каир, Карачи, Касабланка, Катманду, Кожикоде, Коломбо, Кочин, Куала-Лумпур, Лагос, Лахор, Лондон, Лос-Анджелес, Мадрид, Мале, Манама, Манчестер, Манила, Маскат, Маэ, Медина, Мельбурн, Милан, Минск, Москва, Мумбаи, Мюнхен, Нагоя, Найроби, Астана, Нью-Йорк, Париж, Пхукет, Рабат, Рим, Салала, Сеул, Сидней, Сингапур, Стамбул, Токио, Торонто, Франкфурт-на-Майне, Хайдарабад, Хартум, Цюрих, Ченнай, Чикаго, Чэнду, Шанхай, Эль-Кувейт, Эр-Рияд |
| Go air                          | Мумбаи |
| Gulf Air                        | Манама |
| Himalaya Airlines               | Катманду |
| IndiGo Airlines                 | Дели, Кожикоде, Кочин, Мумбаи |
| KLM                             | Амстердам |
| Kuwait Airways                  | Эль-Кувейт |
| Middle East Airlines            | Бейрут |
| Oman Air                        | Маскат |
| Pakistan International Airlines | Исламабад, Лахор, Пешавар |
| Pegasus                         | Стамбул |
| Royal Jordanian                 | Амман |
| Salam Air                       | Салала |
| Saudi Arabian Airlines          | Джидда, Эр-Рияд |
| Srilankan Airlines              | Коломбо |
| Tuifly                          | Франкфурт-на-Майне |
| Turkish Airlines                | Стамбул |
| Turkmenistan Airlines           | Ашхабад |
| WizzAir                         | Вена, Баку, Тирана, Ереван, София, Сараево, Будапешт, Афины, Кутаиси, Каир, Александрия, Тель-Авив, Акаба, Аммана, Эрбиль, Рим, Астана, Алматы, Ларнака, Бишкек, Эль-Кувейт, Мале, Маскат, Салала, Катовице, Краков, Бухарест, Даммам, Медина, Белград, Анкара, Самарканд, Ташкент |

### Награды
Лучший аэропорт Ближнего Востока в 2010 году по опросу Airport Council International.
2019 - победа в номинации "Innovative Design Project" от "International Airport Review" за проект "Midfield Terminal Complex" аэропорта.

## Фильмография
В 2021 году, в еще строящемся терминале "A", проходили съемки фильма "Миссия невыполнима: Смертельная расплата".

## Происшествия
17 января 2022 года территория ОАЭ подверглась атаке с воздуха инициированной с территории Йемена. Предположительно по этой причине вылеты нескольких рейсов из аэропорта были задержаны. В то же время на территории аэропорта около строящегося терминала "А" произошло незначительное возгорание.

## Критика
После открытия терминала "А" поступают рекламации от пассажиров бизнес и первого класса на уровень комфорта. Так как часть рейсов в направлении США проходит в особом режиме потому, что иммиграционные процедуры прилета в США проводятся перед вылетом из ОАЭ, то пассажиры этих рейсов проходят все стандартные процедуры в терминале "А", затем на автобусах перевозятся в законсервированный терминал "3", где расположена замена иммиграционного контроля США, и лишь потом на автобусах отправляются на посадку в самолет.

## Перспективы
В случае повышения пассажиропотока разработана стратегия по увеличению пропускной способности аэропорта с нынешних 45 млн. пассажиров в год до 80 млн. пассажиров в год за счет развития Терминала "А" путем строительства отдельно стоящих конкорсов, а также расконсервации терминала "3".